# Silberkuhle bei Bodendorf
Silberkuhle bei Bodendorf este o arie protejată (arie specială de conservare — SAC, sit de importanță comunitară — SCI) din Germania întinsă pe o suprafață de 0,01 ha, integral pe uscat.

## Localizare
Centrul sitului Silberkuhle bei Bodendorf este situat la coordonatele 52°18′12″N 11°17′19″E / 52.3033°N 11.2886°E.

## Înființare
Situl Silberkuhle bei Bodendorf a fost declarat sit de importanță comunitară în martie 2004 pentru a proteja 3 specii de animale. Situl a fost protejat și ca arie specială de conservare în octombrie 2017.

## Biodiversitate
Situată în ecoregiunea atlantică, aria protejată nu include niciun habitat protejat.
La baza desemnării sitului se află mai multe specii protejate de  mamifere (3): liliac cârn (Barbastella barbastellus), liliac cu urechi mari (Myotis bechsteinii), liliac comun (Myotis myotis)
Pe lângă speciile protejate, pe teritoriul sitului au mai fost identificate 3 specii de mamifere.